# Pandaléon
Pandaléon est un groupe musical rock ambient franco-ontarien.

## Histoire
Le groupe Pandaléon a été formé en 2009 par Jean-Philippe  Levac (batterie et voix), Frédéric Levac (claviers et voix) et Marc-André Labelle (guitare) dans le petit village de St-Bernardin dans l’Est ontarien. De 2011 à 2012, le groupe lance leurs deux premiers EP autoproduits dans leur studio surnommé La Piaule. Ce studio aménagé dans une ancienne grange est le lieu principal de création du trio. À l’automne 2014, Pandaléon présente un autre mini album intitulé À Chacun son gibier, mais cette fois-ci produit sous l’étiquette Audiogram. Ce disque leur vaut trois prix lors du Gala des prix Trille Or 2015 soit le prix de Groupe de l’année, Album de l’année ainsi que Découverte de l’année.
En janvier 2016, Pandaléon présente leur premier LP toujours sous l’étiquette Audiogram. L’album a été créé dans l’ancienne école primaire des frères Levac désaffectée depuis un peu plus d’une dizaine d’années. Pour ce faire, l'endroit a été transformé en studio professionnel, ce qui a permis à Pandaléon d'expérimenter une gamme de sonorités en s’inspirant de ce lieu inusité et ainsi construire un son unique et authentique. Le groupe se mérite quatre nominations au prix Trille Or 2017, où il remporte trois statuettes soit, meilleur groupe, meilleure réalisation/arrangements et meilleure prise de son et meilleur mixage,,.
Au fil de leur carrière, le groupe participe à plusieurs concours.
En 2011, Pandaléon se démarque lors de la Finale d’Ontario Pop. Le groupe remporte plusieurs prix, dont un qui leur assure une place au Festival international de la chanson de Granby. Le groupe participe aux éditions 2011 et 2012 du festival, se rendant même jusqu'en finale en 2012. Pandaléon participe également aux Francouvertes de 2012 et réussit à se frayer un chemin jusqu’aux demi-finales.

## Style musical
Pandaléon donne dans le rock ambient en proposant des chansons planantes accompagnées de textes imagés. Le groupe puise son inspiration du contraste entre la campagne et la ville, ce qui se reflète dans sa performance scénique.

## Discographie
- Atone (2016) - sous l'étiquette Audiogram[12]
- À Chacun son gibier (2014) - sous l'étiquette Audiogram
- Red EP (2012)
- Brown EP (2011)